# Les Gammas! Les Gammas!
Les Gammas! Les Gammas! ist ein französischer Sprachkurs in Form einer 39-teiligen Fernsehserie, die vom französischen Fernsehen ORTF (später TF1) und der deutschen ARD zwischen 1974 und 1976 produziert wurde.
Die Rundfunkanstalten selbst bezeichneten die Serie als den „Beitrag des Fernsehens zum deutsch-französischen Kulturabkommen“, das bereits 1954 geschlossen worden war. Als Produktionsleiter fungierte der Deutsche Christian Stehr, für die didaktischen Inhalte zeichnete der französische Germanist Jean M. Zemb verantwortlich, die Regie führte Rüdiger Graf nach einem Drehbuch von René Ehni.
Aufgrund seiner neuartigen Gestaltung entwickelte sich der Kurs zu einem Überraschungserfolg im deutschen Fernsehen. In Wiederholungen wird er bis heute ausgestrahlt; darüber hinaus übernahmen Fernsehsender sowohl in anderen Ländern Europas als auch in Amerika, Afrika und Asien die Serie.

## Das Konzept der Serie
Erzählt wird die Geschichte dreier Außerirdischer vom fiktiven Planeten Gamma, die mit ihrem Raumschiff – einer Holzkugel – auf der Erde, und zwar natürlich in Frankreich, notlanden müssen. Die Gammas gehören offenbar einer humanoiden Rasse an und sind deutlich als eine Frau und zwei Männer erkennbar. Im Laufe der Serie erhalten sie die Namen Odile, Adrien und Émile (dargestellt von Catherine Stermann, Jacques David und Pierre Maxence). Vor das Problem gestellt, ihr Raumschiff wieder flugfähig zu machen, müssen die drei einerseits mit Erdenbewohnern Kontakt aufnehmen, andererseits befinden sie sich aber ständig auf der Flucht vor einer sensationslüsternen Öffentlichkeit und den ihnen nachstellenden staatlichen Behörden. Das schnelle Erlernen zumindest der Grundlagen der französischen Sprache ist für die Gammas also überlebensnotwendig. Da die Gammas zunächst ausschließlich in der Sprache ihres Heimatplaneten kommunizieren können (in der die Silben gam und ma eine besonders prominente Rolle einzunehmen scheinen), werden auch beim Zuschauer keine Kenntnisse des Französischen vorausgesetzt. Innerhalb der 39 Folgen, die die Dritten Fernsehprogramme der ARD im Wochenturnus (mit einer Wiederholung pro laufender Woche) ausstrahlten, wird ein relativ hohes Niveau erreicht, wobei der didaktische Schwerpunkt auf der Konversation liegt. Die Zahl von 39 Folgen hängt ursprünglich mit der Länge eines deutschen Schuljahrs, nämlich durchschnittlich 40 Wochen, zusammen.

## Umsetzung bildungsreformerischer Modelle
Les Gammas! Les Gammas! unterscheidet sich sowohl in seiner Grundanlage wie auch seiner Didaktik erheblich von älteren Sprachkursen, wie es sie schon vorher im Fernsehen (und davor bereits im Hörfunk) gegeben hatte. Auch wenn dies im Kurs als solchem selbstverständlich nicht explizit geäußert wird, spiegelt er in erheblichem Maße die bildungspolitischen Neuansätze wider, die sowohl in Frankreich wie auch in der Bundesrepublik seit den 1960er Jahren von einer breiten Öffentlichkeit kontrovers diskutiert wurden. Dass es sich überhaupt um einen Beitrag des Schulfernsehens handelt, wird letztlich nur an der Aufgabe des Präsentators der Serie, Michel Petit, klar. Auch seine Rolle unterscheidet sich in der praktischen Umsetzung deutlich von anderen Serien: war bisher ein Typus dominierend gewesen, der einem Lehrer ähnelte, der herkömmlichen, so genannten „Frontalunterricht“ abhielt, wirkte Petit in mancher Hinsicht eher wie ein Showmaster oder Animateur. Zwischen den Filmsequenzen tritt Michel Petit, in Bluescreen-Technik aufgenommen, in schwarzer oder weißer Kleidung mit einem Bugholzstuhl oder einer Stehleiter als einzigem Requisit vor einfarbigem Hintergrund auf und erläutert die französische Sprache anhand großformatiger Texteinblendungen.

### Ein Sprachkurs im Gewand der Telenovela
Zum einen erzählt die Serie in Form einer abgeschlossenen Handlung eine durchgehende Geschichte: Das Vorbild hierfür lieferten weniger die aus meist unzusammenhängenden Episoden aufgebauten Serien US-amerikanischer und europäischer Provenienz, sondern die seinerzeit fast nur aus Lateinamerika (vor allem Brasilien und Mexiko) bekannten Telenovelas. Ganz wie in diesen wird beim Zuschauer, der im Fall von Les Gammas! Les Gammas! auch ein Kursteilnehmer ist, das Bedürfnis geweckt, „keine Folge zu verpassen“. Stilistisch greift die Serie vor allem Einflüsse zweier Gattungen auf, die Mitte der 1970er Jahre gerade „salonfähig“ zu werden begannen, nämlich des Roadmovie und der Science Fiction.

### Der „tabula rasa“-Ansatz
Weiterhin nimmt die Serie Abstand von einem bis dahin vorherrschenden Konzept von Sprachunterricht, das heißt, die relative „Fremdheit“ der zu erlernenden Sprache im Verhältnis zur Muttersprache des Schülers einschließlich dessen kultureller Prägungen zu berücksichtigen. Mit den Gammas als Außerirdischen schaffen die Autoren der Serie eine tabula-rasa-Situation: Den drei Protagonisten sind nicht nur die Vokabeln, sondern auch die mit ihnen bezeichneten Begriffe immer wieder völlig fremd, so dass sich der Lernende letztlich doch in einem Kenntnisvorsprung gegenüber seinen Identifikationsfiguren befindet. Dieser Aspekt erklärt auch den Erfolg des Kurses über Deutschland und Europa hinaus.

### Abbild des Zeitgeistes
Schließlich vermittelt Les Gammas! Les Gammas! Einblicke in den Zeitgeist der 1970er Jahre: Die Figuren der drei friedfertigen, gelegentlich etwas verwirrten Gammas mit ihren langen Haaren und sackartigen, grauen Kutten spielen mit dem damals verbreiteten Klischee des Blumenkindes. Die Episoden, in denen die Drei dem „Establishment“ (beispielsweise in Gestalt der Polizei) ein Schnippchen schlagen, zitieren unterschwellig entsprechende Passagen aus bekannten Hippie-Filmen wie Easy Rider. Die spielerische Vermischung einfachster Requisiten und Pappkulissen mit der seinerzeit modernen Bluescreen-Technik trug zum „avantgardistischen“ Gesamteindruck bei. 

Ferner darf nicht vergessen werden, dass zu dieser Zeit die Menschheit die ersten Schritte ins Weltall machte und auch  SciFi-Sendungen und Filme mit Weltraumthemen (Raumschiff Enterprise, Mondbasis Alpha 1 etc.) populär waren. 

Der Titel ist ein homophones Wortspiel auf „Les gamins!“ – auf Deutsch ‚Lausbuben‘, ‚Bengel‘ oder die ‚kleinen Strolche‘.

## Pioniere desEdutainment
Die Macher von Les Gammas! Les Gammas! setzten den Gedanken des so genannten Edutainment um, lange bevor dieser Begriff überhaupt geprägt wurde. Im Kontext des damals noch konkurrenzlosen öffentlich-rechtlichen Fernsehens der Bundesrepublik begrüßten viele Zuschauer die Serie als spannende und humorvolle Unterhaltung, wie sie ansonsten auf den dem Schulfernsehen zugewiesenen Sendeplätzen nicht üblich war. Heutzutage ist es vor allem die erwähnte, als nostalgisch-liebenswert empfundene „Patina“, die den Wiederholungen einen Fankreis und einen gewissen Kultstatus verschafft.

## DVD
- Les Gammas! Les Gammas! Französischkurs (39 Folgen)[1]